# Методий Сапундзакис
Методий (на гръцки: Μεθόδιος, Методиос) е гръцки духовник, митрополит на Цариградската патриаршия.

## Биография
Роден е на остров Крит със светската фамилия Сапундзакис (Σαπουντζάκης). В 1823 година архимандрит Методий е избран за митрополит на Критската епархия, но не приема избора и той е отменен. На 10 януари 1823 година е избран за берски и негушки митрополит на Цариградската патриаршия, но встъпва в длъжност след около една година по-късно, на 20 януари 1824. Остава на този пост до май 1831 година, когато е преместен като митрополит в Родоската епархия. След това дълги години от 1832 до 1864 година, когато подава оставка, е архиепископ на Карпатоската и Касоска епархия. Умира в 1868 година.